# Hausen am Albis
Hausen am Albis is een gemeente en plaats in het Zwitserse kanton Zürich, en maakt deel uit van het district Affoltern.
Hausen am Albis telt 3245 inwoners (2007).

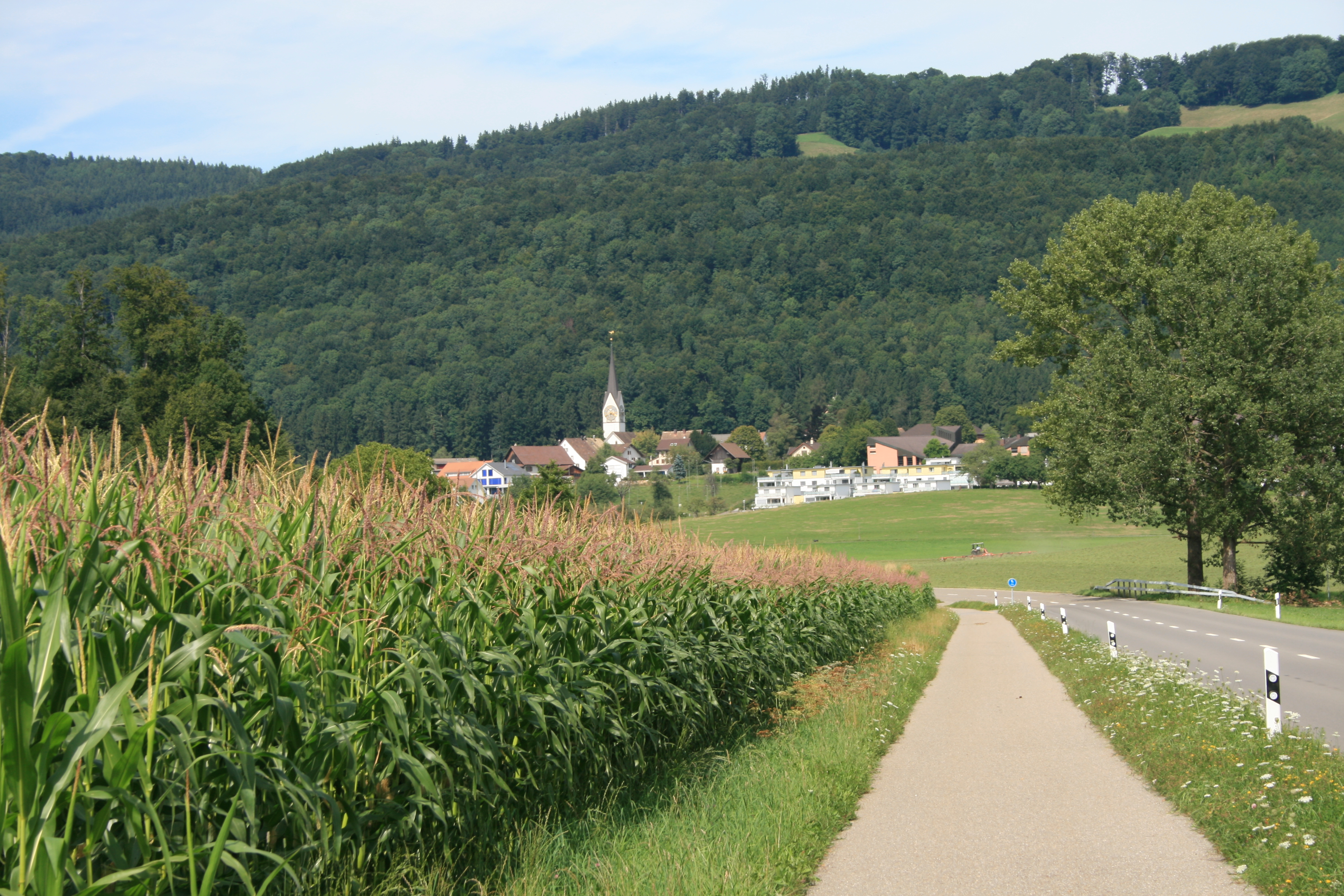
Hausen am Albis

## Geboren
- Shani Tarashaj (7 februari 1995), voetballer